# Franxault
Franxault est une commune française située dans le canton de Brazey-en-Plaine du département de la Côte-d'Or en région Bourgogne-Franche-Comté.

## Géographie

### Climat
Pour des articles plus généraux, voir Climat de la Bourgogne-Franche-Comté et Climat de la Côte-d'Or.
En 2010, le climat de la commune est de type climat océanique dégradé des plaines du Centre et du Nord, selon une étude du Centre national de la recherche scientifique s'appuyant sur une série de données couvrant la période 1971-2000. En 2020, Météo-France publie une typologie des climats de la France métropolitaine dans laquelle la commune est exposée à un climat semi-continental et est dans la région climatique  Bourgogne, vallée de la Saône, caractérisée par un bon ensoleillement (1 900 h/an), un été chaud (18,5 °C), un air sec au printemps et en été et des vents faibles. 
Pour la période 1971-2000, la température annuelle moyenne est de 10,7 °C, avec une amplitude thermique annuelle de 17,5 °C. Le cumul annuel moyen de précipitations est de 858 mm, avec 11,2 jours de précipitations en janvier et 7,5 jours en juillet. Pour la période 1991-2020, la température moyenne annuelle observée sur la station météorologique de Météo-France la plus proche, « Pagny-le-chateau », sur la commune de Chamblanc à 10 km à vol d'oiseau, est de 11,7 °C et le cumul annuel moyen de précipitations est de 802,0 mm,. Pour l'avenir, les paramètres climatiques de la commune estimés pour 2050 selon différents scénarios d'émission de gaz à effet de serre sont consultables sur un site dédié publié par Météo-France en novembre 2022.

## Urbanisme

### Typologie
Au 1er janvier 2024, Franxault est catégorisée commune rurale à habitat dispersé, selon la nouvelle grille communale de densité à 7 niveaux définie par l'Insee en 2022.
Elle est située hors unité urbaine et hors attraction des villes,.

### Occupation des sols
L'occupation des sols de la commune, telle qu'elle ressort de la base de données européenne d’occupation biophysique des sols Corine Land Cover (CLC), est marquée par l'importance des territoires agricoles (75,3 % en 2018), en diminution par rapport à 1990 (76,7 %). La répartition détaillée en 2018 est la suivante : 
terres arables (75,3 %), forêts (17,8 %), zones urbanisées (6,3 %), eaux continentales (0,5 %). L'évolution de l’occupation des sols de la commune et de ses infrastructures peut être observée sur les différentes représentations cartographiques du territoire : la carte de Cassini (XVIIIe siècle), la carte d'état-major (1820-1866) et les cartes ou photos aériennes de l'IGN pour la période actuelle (1950 à aujourd'hui).

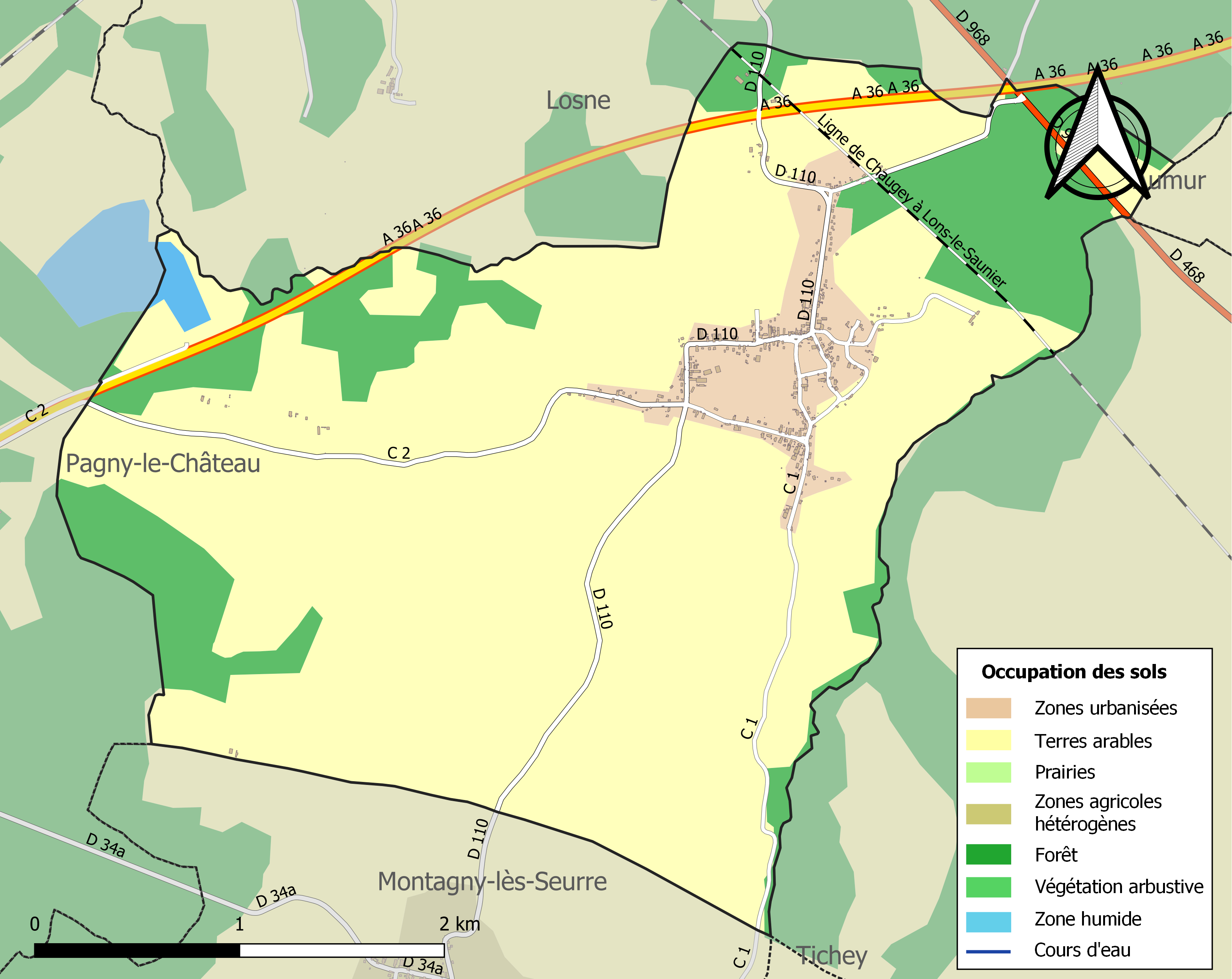
Carte des infrastructures et de l'occupation des sols de la commune en 2018 (CLC).

## Histoire
Situé à la frontière avec la Franche-Comté,  Franxault eut à subir cruellement la Guerre de Dix Ans (1636-1646) entre la France et l'Espagne. Presque complètement détruit, comme nombre de villages du secteur, et subissant encore dans les années suivantes les soubresauts troublés de la Fronde, le village ne se repeupla progressivement qu'à partir des années 1660.

## Politique et administration
| Période                                  | Période   | Identité                | Étiquette | Qualité     |
| ---------------------------------------- | --------- | ----------------------- | --------- | ----------- |
| mars 2001                                | mars 2008 | Daniel Ruinet           |           |             |
| mars 2008                                | mars 2014 | Pierre-Etienne Contesse |           | Agriculteur |
| mars 2014                                | en cours  | Pierre-Etienne Contesse |           | Agriculteur |
| Les données manquantes sont à compléter. |           |                         |           |             |

## Démographie
| 1625 | 1661 | 1690 | 1710 | 1729 | 1749 | 1769 | 1790 |
| ---- | ---- | ---- | ---- | ---- | ---- | ---- | ---- |
| 17   | 8    | 20   | 6    | 24   | 18   | 19   | 31   |

| 1625 | 1661 | 1690 | 1710 | 1729 | 1749 | 1769 | 1790 |
| ---- | ---- | ---- | ---- | ---- | ---- | ---- | ---- |
| 14   | 5    | 5    | 43   | 21   | 14   | 10   | 11   |

| 1625 | 1661 | 1691 | 1710 | 1729 | 1749 | 1769 | 1790 |
| ---- | ---- | ---- | ---- | ---- | ---- | ---- | ---- |
| 7    | 1    | 5    | 2    | 10   | 4    | 4    | 6    |

## Culture locale et patrimoine

### Lieux et monuments

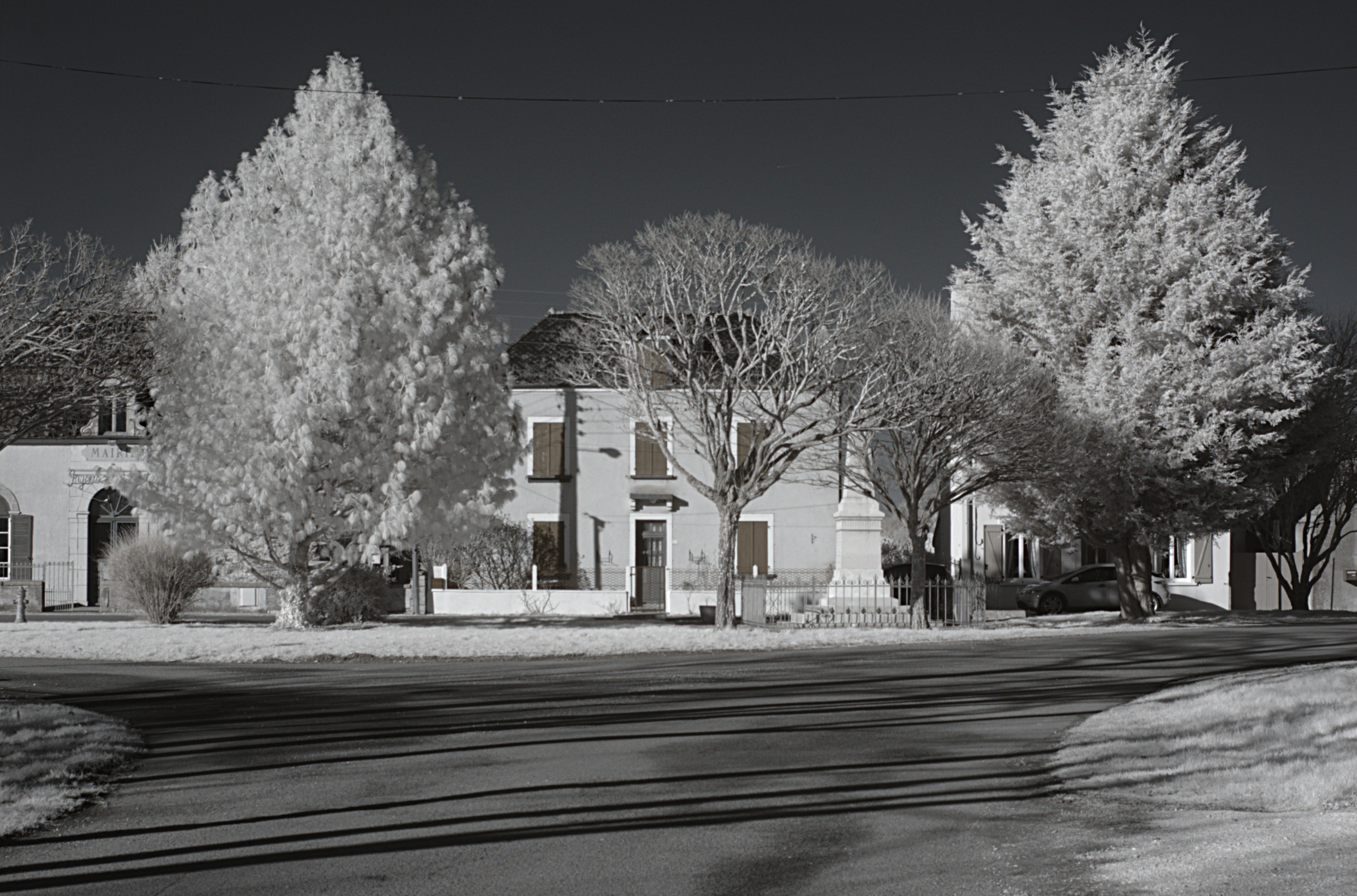
Place de l'Église.

- Église de la Trinité.

### Personnalités liées à la commune
- Jacques-Bénigne Bossuet.

### Héraldique
| Blason de Franxault | Blason  | De gueules à l’aigle d’or empiétant en ses serres un disque d’azur bordé d’or chargé de trois étoiles du même, mal ordonnées. |
| Blason de Franxault | Détails | Le statut officiel du blason reste à déterminer.                                                                              |